# Skateboarding na Letnich Igrzyskach Olimpijskich 2020
Zawody w skateboardingu na Letnich Igrzyskach Olimpijskich 2020 w Tokio odbyły się w dniach 25-26 lipca, oraz 4-5 sierpnia 2021 w Ariake Urban Sports Park. Podczas zmagań mężczyźni i kobiety rywalizują w dwóch konkurencjach: streecie i parku.

## Medaliści
| Konkurencja | Złoto           | Rezultat | Srebro         | Rezultat | Brąz          | Rezultat | Źródło |
| Mężczyźni   |                 |          |                |          |               |          |        |
| Street      | Yūto Horigome   | 37,18    | Kelvin Hoefler | 36,15    | Jagger Eaton  | 35,35    | [ 3 ]  |
| Park        | Keegan Palmer   | 95,83    | Pedro Barros   | 86,14    | Cory Juneau   | 84,13    | [ 4 ]  |
| Kobiety     |                 |          |                |          |               |          |        |
| Street      | Momiji Nishiya  | 15,26    | Rayssa Leal    | 14,64    | Funa Nakayama | 14,49    | [ 5 ]  |
| Park        | Sakura Yosozumi | 60,09    | Kokona Hiraki  | 59,04    | Sky Brown     | 56,47    | [ 6 ]  |

## Tabela medalowa
| Miejsce | Państwo           | Złoto | Srebro | Brąz | Razem |
| ------- | ----------------- | ----- | ------ | ---- | ----- |
| 1       | Japonia           | 3     | 1      | 1    | 5     |
| 2       | Australia         | 1     | 0      | 0    | 1     |
| 3       | Brazylia          | 0     | 3      | 0    | 3     |
| 4       | Stany Zjednoczone | 0     | 0      | 2    | 2     |
| 5       | Wielka Brytania   | 0     | 0      | 1    | 1     |
| Ogółem  | Ogółem            | 4     | 4      | 4    | 12    |